# 庄氏
庄氏（しょうし）は、平安時代から鎌倉時代にかけて武蔵国に割拠していた武士団のひとつで、武蔵七党の一角を占める児玉党を構成した氏族である。鎌倉時代初期に惣領家は西遷し、備中国の有力な国人となった。

## 概要
庄氏は児玉党の中では旗頭を務めた。庄氏の家紋は、児玉氏と並び、「定紋」を軍配団扇紋に、「替紋」は九つ割りの三引きとしている。児玉氏＝児玉党の本宗家4代目である児玉家弘（後の庄家弘）が現在の埼玉県本庄市栗崎の地に土着して児玉氏から庄氏を名乗った。そのため、児玉氏・本庄氏らと並び三氏は児玉党の本宗家格と位置づけられている。宥勝寺には庄小太郎が奉られている。家弘の2人の弟は、塩谷氏と富田氏を名乗ったため、庄氏とは同族である。また、家弘の子息たちは、本庄氏・四方田氏・蛭川氏・阿佐美氏などの氏祖となった。
児玉党の本宗家5代目庄太郎家長が一ノ谷の戦いで平重衡を生け捕るなどの武勲により、備中国小田郡草壁庄を賜った。後に惣領家として備中に移り渡り“新補地頭”に、また庶子家は本貫の地で“本補地頭”をつとめた。庶子家の庄氏のうち、地元（現在の本庄市）に残った分家は本庄氏を名乗り、児玉党＝児玉庄氏の本宗家を継いだ。そのため、本庄氏は分家ではなく、実質的には本宗家である。家長は猿掛城を築き、横谷の御土井に居館を構えた（備中庄氏）。やがていわゆる国人として次第に成長した備中庄氏は、南北朝時代の動乱に際して、 細川氏の指揮下で一層勢力を伸張させた。室町時代には、一門のうち惣領家は京兆家内衆に、庶流家も備中国守護代を出すなど重きをなした。戦国時代には備中国戦乱の主役となる。

## 系譜

### 系譜上未分類
- 庄左近大夫

## 備中庄氏（荘氏）

### 鎌倉 - 南北朝時代
備中庄氏の系譜については、植木成行による研究成果をもとに、一部を抜粋したものを記載する。
```
    ┣━━━━━━━━━━━━━━━━━┓
   
親資
(草壁庄東方地頭)          　　
敬順
左衛門四郎
    ┃　　　　　　　　　　　　　　　　　┃
   
四郎入道
　　　　　　　　　　　　　　俊充
　　┃　　　　　　　　　　　　　　　　　┃
   
又四郎
駿河入道                    兵衛四郎(草壁庄西方地頭)
　　┃　　                              ┃
   
頼資
四郎次郎駿河守(京兆家内衆)　　甲斐入道永充(備中守護代)
　　┃　　                              ┃
   
慧稠
四郎次郎駿河守　　　　　　　　甲斐入道道充
    ┣━━━━━┓       　             ┃　　　　　　　　　　　┃　
北家

   
元資
伊豆守　
資長
　　　　　　　　　 甲斐守 　　　　　　　　
庄(北)則資

　　┣━━━━━┳━━━━━┓　　　　　　　　　　　　　　　　　┣━━━┳━━━┓
   
春資
　　　
兵庫助
　　　
右衛門
　　　　　　　　　　　　　　　　
資信
　　
経郷
　　
久資

　　　　　　　　┃　　　　　　　　　　　　　　　　　　　　　　　┃　　　　　　　┃
             
元資
四郎太郎　　　　　　　　　　　　　　　　　　
植木秀長
　　　　　 ？
　　　　　　　　┃　　　　　　　　　　　　　　　　　　　　　　　┃              ┣━━━━━┓
              
為資
　　　　　　　　　　　　　　　　　　　　　   
秀資
　　　　　　
為資
　　 
穂井田実近
              　　　　　　　　
　　　　　　　　┃　　　　　　　　　　　　　　　　　　　　　　　　　　　　　　（元資嗣）　　┃
              
高資
                                                                      
穂井田元資(三村元祐)

　　　　　　　　┃　　　　　　　　　　　　　　　　　　　　　　　　　　　　　　　　　　　　　┃
              
勝資
　　　　　　　　　　　　　　　　　　　　　　　　　　　　　　　　　　　
穂井田（毛利）元清

          　　　 
惣領家
　　　　　　　　　
西家
　　　　　　　　　
植木家
```

庄春資については元資（伊豆守）の弟に充てている資料もある。

庄氏は鎌倉時代初期に西遷した後、南北朝期には既に備中国を本拠とする有力な国人に成長していたと考えられる。庄資房（左衛門四郎俊充）は、窪屋郡の幸山に城を構え、元弘の変では北条仲時に従うが、安藤元理らと共に元弘3年（1334年）近江国の番屋で討ち死にしたとある（近江番場宿蓮華寺過去帳）。
資氏（七郎）は天皇方となり、後醍醐天皇船上山へ臨幸の際には、宣旨を奉じて参上し、やがて上洛を成し遂げた（『太平記』巻14）。ここに登場する小坂・河村は浅口郡内の郷であり、小田郡に隣接していることから庄氏の庶流（名字による区別）か縁者であった可能性が高い。また真壁は幸山の近隣の地である。同様に成合（成羽）は三村氏の勢力圏であったことから、同族と類推される。陶山氏は小田郡南西部の土豪とされる。那須氏は那須与一で勇名を轟（とどろ）かせた一族である。しかし後醍醐天皇による建武の新政は数年で崩壊し、南北朝時代の動乱を迎えるのである。
山陽道（地域）は、九州から畿内を目指す諸勢力の拠点確保がなされるため、南北朝期にも多くの戦乱の場となっている。備中南部を活動の場とする庄氏も、当然ながらこの動乱には無関係であるとはいかず、その中で十郎四郎資方は細川顕氏に属したようである。顕氏は、観応の擾乱（1350年 - ）では従兄弟の頼春が足利尊氏に従う一方で、足利直義側にくみして尊氏と敵対し、やがて再び帰順するなどしている。
文和2年（正平8年:1353年）、資政は南朝に出仕して北畠親房に従い、足利尊氏・高師直らとしばしば合戦し、その軍功に感状を賜っている。
しかし『金剛寺文書』にある（備中国草壁庄西方地頭職＜庄兵衛四郎并一族等跡＞　正平9年（文和3年:1354年）12月21日 　右中辨　判 　金剛寺々僧中・・・ )との記録では、どうやら南朝方(後村上天皇)によって、本拠とされる小田郡草壁庄西方地頭職を没収されているようである。（金剛寺に寄進されている。）
庄氏は幕府(北朝)方であったためと思われる措置であるが（惣領の立場が、西地頭職の一族から東地頭職の一族へ移行しているのは、一門の内部要因の可能性もある）、その後も小田郡が活動の拠点であったことは容易に想像される。また以後幕府方であること（陶山氏らと尊氏を支持）は一貫しており、前後して細川氏との繋がりを強めた可能性は高い（この時期、細川頼春の子・頼之は、「中国管領」と呼ばれ、長門探題として中国地方で影響力を及ぼした直冬に対峙（たいじ）している。）。なお当初、直冬勢が備中を席巻しており、陶山氏は島嶼（とうしょ）部への逼塞（ひっそく）を余儀なくされ、また庄氏も雌伏の時期であったようである。
やがて庄駿河四郎次郎頼資の名が、管領・細川頼元（京兆家）被官として登場する。　
さて庄又四郎・庄駿河入道らの、幕府の両使としての活動を示す史料が以下にある。
| ｢備中國懸主保〔後月郡〕領家職事、地頭濫妨 …… 貞和5年〔正平4年:1349年〕3月28日 修理亮 庄又四郎殿｣ |
| —『華頂要略門主伝補遺』                                                                          |

| ｢仁和寺雑掌宗尋申山城國圓城寺敷地・山林等事 …… 應安4年〔建徳2年:1371年〕6月6日 武蔵守 細川頼之 庄駿河入道殿｣ |
| —『東寺百合文書』                                                                                            |

幕府は現地の有力者を両使とするのが一般的なので、庄氏が備中国内で使節遵行に携わるのは意外ではないが、山城国内においてもそれに携わっていることからは、おそらく幕府の奉公衆他の奉行職に就いていた可能性も考えられる。備中国から奉公衆としての名が見受けられるのは、陶山、伊勢、丹治部らである。
観応元年（1350年）、備中国では秋庭備中守が守護に任命されている。秋庭氏は、承久の乱を契機に有漢郷を本拠地としていた。すなわち備中東北部に活動の拠点があり、吉備津神社社務を務めるなどして、庄氏とは重ならない勢力圏を形成していた。細川頼之は、1356年頃に秋庭氏に代わり備中守護となった。秋庭の名は、その後京兆家内衆に連なるようになる。

### 室町時代
室町期の守護は、支配力強化の手段として国衙の実効支配を押し進めることがあったが、頼之（後の京兆家に繋がる）も備中の依然広大な国衙に介入し、これを支配下に収めていった。後に備中守護には、頼之の末弟・満之を祖とする細川氏の一族が任じられ、代襲により「備中守護家」と称されるようになった。ただ京兆家の支配体制は維持されたままであったようで、守護家は守護権に基づいて、残された荘園に、あるいは直轄領などに経済基盤を置かざるを得なかったようである。また応永14年（1407年）に細川満国（「野州家」）が鴨山城を領有しており、これは備中国浅口郡を分郡とする野州家の経営拠点となっていたと思われる。
鎌倉時代には、このようにやや多元的な支配構造は一般的であったとは思われるが、備中では一門の利害が複雑に交差する場合もあり、室町時代の守護家による一円的な支配基盤としては脆弱（ぜいじゃく）であったといわざるをえない。さらに戦国時代への移行期には後継問題も加わり、その守護領国制は大きく揺らぐことになる。
京兆家被官（内衆）として最初に確認できる人物は、前述の荘（庄）駿河四郎頼資であり、そして頼資以降、庄十郎三郎、庄四郎次郎、庄伊豆守元資、庄四郎次郎春資ほかの名が確認できる。いっぽう備中守護家被官（備中守護代）としては、応永6年（1399年）から寛正5年（1464年）にかけて、庄甲斐入道・庄信濃守・庄出雲守・庄藤右衛門尉・庄右京亮経郷らの名がみえる。例えば応永33年（1426年）正月、吉備津宮正殿御遷宮次第に、「社務細川治部少輔兼守護、社務代庄甲斐入道々充・石川豊前入道々寿両代官同兼守護代」とある。この治部少輔は備中守護細川頼重に比定でき、庄甲斐入道らは守護代に比定できる。ここで庄・石川両氏は並記されており、独特の守護代並立も示唆される。
『洞松寺文書』には、草壁庄内の「洞松寺」に対する庄氏一族の寄進状が散見される。時代が下った後にも、草壁庄内の下地を寄進していることを示す寄進状がある。また京兆家被官として名の見える、伊豆守庄元資署名のものもある。すなわち洞松寺は、京兆家被官となった者、備中守護家被官となった者を含め庄氏一族全体の菩提寺とされているのであるが、主家を異にしてはいてもなお、庄氏一門としての結びつきは強かったものと推定される。
ちなみに京兆家被官（内衆）と、備中守護家内衆で同姓の者が見受けられるのは、庄氏の他前田氏・上野氏・斎藤氏らである。
ところで歴史的背景も作用し、東西では武士団の形成・意識にも差異が認められたようである。行政単位については、東国・九州中南部で、郡・条・院（令制の郡から転化）が基本単位とされ、これら自体が荘となった。これに対し上記を除くいわゆる西国では、郡が徴税単位としてはさほど機能せず、より小規模の郷が中心となり、これが荘に転化したとされる。同じ「荘」でも、西国の方が小規模であることが多い。
鎌倉時代には、東国御家人は将軍の家人として一族の総領が将軍に直接に名簿（）を提出して見参の儀式を行い主従関係を結ぶ。西国では一つの郡内に別流の領主が存在し、総領は郡内の有力な領主の扱いであった。将軍には守護が国内の御家人となるべき人びとの名前を名簿として提出し、京都大番役も一族を単位として勤任するのではなく守護に率いられて国ごとに勤務するのが西国御家人の特徴であった。
東国においては、広大な郡を請負・管理しうるだけの実力を持った豪族的な武士が諸国に存在し、一族の総領はこうした郡内に散在する庶子たちを率い、一族を単位として戦陣に加わった。
田畑については、当時の生産力に関する評価や（いわゆる関東ローム層に代表される火山性大地を、大規模に耕作適合地に換えることができたのは室町時代も後半あるいは、江戸時代になってからではないかと思われる。）それに伴う人口密度の評価が必要だが、東西での意識には相当の差があったものとは思われる。また中国地方を例にあげると（やや閉鎖性が高い）、西遷御家人の多くは彼ら同士で縁組みを成すことを続けるなど、物質的、精神的な側面から支え合った可能性も指摘できうる。
室町期の庄氏は、京兆家・備中守護家双方に被官を出していた氏族で、その期間も重複しているといえる。この詳細については「京兆家－内衆体制」で論じることが妥当とは思われるが、両家の紐帯となりえた氏族といえる。他にも典厩家、和泉下守護家（細川満之の子・基之が、京兆家頼元の猶子となり和泉下守護家の代襲が始まることも関連するか。）にも庄姓のものがいたようである。
庄氏は、いわゆる室町期の守護の被官化により、細川氏との結びつきを強く（余儀なく）したと思われる。しかしこの場合の被官化は、当初の権威者である京兆家が行ったものである。そして明徳3年（1392年）頃に守護代として細川満之が備中国に入部し、その後守護を代襲した備中守護家にも被官を出するようになったようである。

### 戦国時代
応仁・文明の乱の影響が全国に及んだ守護細川勝久の時代、備中でも国内を二分する兵乱が起きた。
この兵乱の主役となったのは、京兆家内衆であった伊豆守庄元資である。元資は応仁・文明の乱の最中、文明 3年（1471年）、備後（山名氏分国）・品治郡・柏村（新市町下安井柏）で西軍・宮氏と戦い弟資長を失うなど、東軍・細川氏の利害に準じた行動をしている。また元資は、安芸の東軍・小早川熈平と、備後の西軍・宮田教言・宮若狭守らとの講和の仲介者となるなどしている。
しかし時代は下り延徳3年（1491年）10月、庄元資は、備後衆、備前・松田（管）勢に与力を頼むと、備中守護方の倉（河邊之倉・宮内之倉）に討ち入り、守護の郎党、被官、五百余人を討ち取った。ここに備中大合戦と呼ばれる戦乱が始まったのである（蔭凉軒日録）。
これに先立つ文明11年（1479年）12月、管領・細川政元が、一宮宮内大輔父子により拉致される事態が生じた。翌文明12年（1480年）3月、政元は一宮賢長により救出され、庄元資は京兆家内衆安富元家らとともに丹波に発向し、一宮父子を討滅したことにより一応の解決を見る。しかし後に政元からの感状をめぐり、元家とは激しく対立した。この後庄元資は備中に下向し、春資が京での庄氏の活動の中心となったようである。さらに延徳2年6月に備中河邊郷の代官職をめぐって安富新兵衛尉（元家）と争ったとの記録もある。
両者の間には度重なる因縁が生じており、さらに在地の守護被官とも確執が生じていたことも想像される状況では（守護の相伝領も存在する地域）、庄元資の行動は本格的な反乱を意図するものではなく、鬱憤晴らしに近いものであった可能性も推測される。
同年11月10日　進発備中退治庄伊豆守御暇之事　12月2日勝久進発、との記事がある。
在京していた勝久は、翌年の明応元年（1492年）に軍勢を引き連れて備中に入国し、備前の援兵（浦上氏）を受け、庄元資らと合戦におよびこれを打ち破った。延徳4年（1492）4月6日の記載では、元資捨城没落。元資に合力した香西五郎左衛門尉は切腹の顛末（てんまつ）となった。勝久は元資らをいったんは国外へ追い出したが、庄氏一門や彼らにくみする者たちは侮りがたく、6月頃両者は講和したようである。そして勝久は乱後の鎮撫（ちんぶ）に努めていたようだが、 明応2年（1493年）頃に死去したようである。
勝久は後継に、阿波守護家から細川成之の次子である之勝を迎えていたが、之勝は長享2年（1488年）の実兄・政之の死去により阿波守護家の家督を継ぎ、延徳3年6月には将軍・足利義材より一字を与えられて義春と称している。備中守護家の後継には、細川駿河守（人名不詳）が就任したようである。元資の子・庄兵庫助は、反動か守護と結び家勢拡大に重点をおいたようである。兵庫助は政元被官人領を押領し、元資ら京兆家被官とは対立を深めたようである。政元は京兆家の備中国被官に対して、自重するような意の手紙を出している。
明応3年、元資らは遂に兵を起こし、戦乱が再開された。元資は「右京兆依為被官人」と称し、石見・安芸・周防の国人の合力を取り付けると、いよいよ覇権争いの様相を帯びた戦乱に発展し、混乱は続いた。
その元資は、文亀2年（1502年）7月頃に死去したらしく、戦乱は下火となったようで、永正8年（1511年）頃までには、義春の子之持が備中守護を兼ねる形で混乱は収束に向かったようだが、翌9年（1512年）に之持は死去している。これ以前に、備中守護家相伝領の安堵状は見受けられず、事実上備中守護家は断絶したものと考えて差し支えないと思われる。守護家の断絶は、兵庫助の権力基盤の消失を意味し、これを機に惣領の地位は北家に移ったものと思われる。
以後、備中では中世的権威は大いに衰え、有力国人勢力が台頭してくるのである。
ところで永正4年（1507年）に、将軍職を追われていた足利義稙（義材）を戴き、大内義興が中国・九州勢を率いて上洛を開始すると、やがて細川政元の養子の一人・高国はこれに呼応し、永正5年（1508年）春に共に入京した。これにより将軍・足利義澄は追放され、義稙が将軍に復職、高国は管領に就任し、そして義興は管領代として幕政を執行した。ただこれを維持するために義興の在京は長期に及び、参集した諸氏は経済的に、また領国統制にも急激に困窮することになった。
この過程の中で野州家の細川政春（高国の実父）が備中守護となったが、戦国時代においては既に守護としての実権はなく、備中は守護代であった庄氏・石川氏、また庄氏との連携を深めていた三村氏ら国人衆が、それぞれ割拠する状況であった。これを助長したのは京兆家のみならず、大内氏、さらには覇を競う尼子氏らの介入が続いたことによる。
庄為資の時代に、備中庄氏は最盛期を迎えたと言って良いと思われる。
為資は、上記系図によると北家の出身であり、祖父・久資、その兄弟・経郷らは守護代を務めている（父は不詳:守護代家も西家から北家へ移動している。）。この惣領家の交替が一門衆の内部要因か、京兆家の影響力行使かどうかは不明であるが、享禄4年（1531年）頃には、管領家細川晴元とは対立が深まっている。
天文2年（1533年）になると、為資は出雲の尼子氏と結んだ。そして庄氏一門である植木秀長の協力により、松山城（高梁）の上野頼氏を打ち破り拠点とし、諸氏と姻戚を結ぶと、備中では抜きん出た存在となる。
為資は備中守を称し、備中半国を領有して一万貫を得たという。
天文年間ともなると、京兆家は家督争いで大きく影響力を落としており、また幕府職制も有名無実のものとなっている。庄氏の権勢を支えたのは、一門衆と彼らに繋がる人脈であろうか。また吉備津神社社務を司り、これにより国内への影響力を行使しているようである。
天文5年（1536年）には、尼子晴久が本格的に備中に侵入し、国人衆を支配下におさめはじめた。やがて圧迫に耐えられなくなった細川通政（輝政）（細川晴国の猶子）は、浅口の地から同じく野州家が所領としていた伊予宇摩郡へ逃れた。天文7年（1538年）に尼子氏はほぼ備中を平定したが、天文10年（1541年）に吉田郡山城を攻めきれず兵を引いてしまうとその威光にも翳りが見え始めた。すると備中では、庄氏の一族である穂井田（穂田とも）実近が、三村氏と争いを起こした。三村家親は毛利元就に助けを請い、これが毛利氏の備中侵入のきっかけとなった。毛利氏は備後平定を図り、天文18年（1549年）には神辺城を支配下に置いた。三村家親もまた一門を糾合し、次第に勢力を増していくのである。
同22年（1551年）に、毛利元就・隆元は井原に陣をすえ、吉川元春が出陣し、三村家親を先陣に猿掛城を攻めたが、穂井田実近は勇敢にも城から打ち出すと、家親を追い立て毛利勢に打撃を与えた。その上で庄氏は毛利氏に講和を申し入れ、家親の子元祐を穂井田実近（もしくは庄為資）の養子とすることで庄・三村両氏の和睦が成立したのである。この結果備中の大半は毛利氏の幕下に入ることになり、いよいよ尼子氏の勢力は限定的なものとなった。さらにこのころ備前の浦上宗景（宇喜多氏 ）も尼子氏に従う兄の政宗と袂を分かち、対立勢力として毛利氏の庇護を受けるようになっている。
月山富田城にこもる尼子氏が、毛利氏に降伏したのは永禄9年（1566年）のことである。永禄6年（1563年）には毛利隆元が備中守護に任じられているが、その後は誰も任命を受けることはなかった。
やがて次第に庄氏をしのぐ勢いとなった三村氏と、宇喜多直家（浦上氏）との対立が深まり、永禄6年（1563年）頃に戦が始まった。宇喜多直家が、三村家親を除いた手段は鉄砲による暗殺であり、このことは両氏の間に遺恨として続いた。
永禄11年（1568年）、備中の軍勢が毛利氏の九州進攻に参加していた隙をつき、宇喜多直家が備中に侵攻した。毛利氏にも大内氏に準えられる包囲が生じたのである。
「中国兵乱記」によると、松山城の庄高資や斉田城 （佐井田城）の植木秀長らは、本領安堵を条件に降伏し宇喜多氏の幕下となった。また尼子氏の遺臣山中幸盛は織田信長の後援を受けると、伯耆・出雲の毛利属城を攻め落とし、遂に月山富田城を囲んだ。さらには大友氏に支援された大内氏再興軍が、周防へ上陸し山口攻撃を開始するに至り、毛利氏は背腹の敵に苦しむことになった。この状況の打開に、元就は大友氏との講和を図り九州から兵を引き上げると毛利元清（穂井田元清）を備中へ向かわせた。元清は後月・小田・浅口の備中南西部を回復し、諸兵を従えて植木秀長が立て籠もる斉田城を攻めたが、包囲戦となるうち宇喜多直家の援軍と合戦となり、穂井田実近は戦死、三村家親の子・元親も深手を負い、元清は退却した。
元亀元年（1570年）冬、（再興）尼子氏の月山富田城攻略は失敗に終わるが、尼子氏と宇喜多氏は手を結び、再び備中を席巻した。津々加賀守・福井孫左衛門らが毛利勢との戦いで落命している（陰徳太平記）。
元亀2年（1571年）6月14日、毛利元就は死去する。毛利元清は備中中部で反撃を開始し、松山城を落城させると、元亀3年（1572年）に戦功のあった三村元親を松山城主とした。備中の覇権は完全に庄氏から三村氏に移ったのである。
備中と備前の間では、一進一退の抗争を繰り返していたが、将軍足利義昭、織田信長の命令に応じ和睦し、つかの間の平和を得る。

### 室町幕府の終焉
天正2年（1574年）、将軍義昭は織田信長との抗争に敗れ、毛利氏を頼り備後の鞆に座すと、信長討伐令を各地に放った。毛利氏と織田氏は対立し、備中を巡る情勢にもまた変化が表れた。
浦上宗景は信長にその地位を保全されていたが、主家と対立を深めた宇喜多直家は、毛利氏に講和を求めると宗景に反旗を翻した。信長は浦上家中の内紛として、毛利氏に仲介を期待したようでもあるが、毛利氏は積極的に直家を支援した。この状況に宇喜多氏に遺恨のある三村元親は、織田氏の勧誘を受け、結果的に同盟者の入れ替わりが生じた。
直後に毛利氏は中島大炊助から三村元親謀反のしらせを受けると、小早川隆景を討伐軍の大将として、同年11月10日笠岡城に出陣した。そして総大将毛利輝元は小田に陣を布き、ここに備中兵乱と称される毛利氏と三村氏の戦が始まった。
毛利氏、宇喜多氏は協力して三村勢の諸城を攻め、12月には猿掛城を包囲し落城させると、毛利氏に従っていた三村親成の案内で国吉城を天正3年（1575年）1月1日に落城させ、ついで鶴首城を攻め落とした。天正3年6月2日、ついに三村元親は自刃し、備中に覇を唱えた三村氏は滅んだ。
そして浦上政宗の孫・浦上久松丸を擁立した宇喜多直家は、勢いに乗じて浦上宗景を天神山城から播磨へ放逐し、事実上の下克上を行った。
この後備中国では、高梁川を境に東を宇喜多領とし、西を毛利領としたのである。尼子・宇喜多側として没落の憂き目にあった庄氏一門であったが、備中兵乱では毛利氏の協力者としてなんとか復権を果たし、庄勝資は高釣部城を、植木秀資は斉田（佐井田）城を領したのであった。後年に作成された家譜等ではこの年に毛利元清が、穂井田元祐（庄元資）の養子となり、穂井田元清と名乗ったとされるが、元清自身の書状によれば、在城した猿掛城のあった穂田郷という在名から穂田（穂井田）を名字としたと述べ、庄氏との関係を否定している。
天正6年（1578年）7月には、毛利勢は上月城で羽柴秀吉・尼子連合軍との決戦に及び、尼子勝久・山中幸盛ら尼子氏残党を滅ぼした。天正7年（1579年）になると、毛利氏と織田氏の対立の最前線に位置するようになった宇喜多直家は、毛利方と手を切り羽柴秀吉のもとに降った。以後、天正7年から9年にかけて毛利勢は再三にわたって宇喜多領に侵入し、備中忍山合戦、備前八浜合戦、備前辛川合戦、美作寺畑城合戦など、各地で宇喜多勢と激戦を展開した。
庄勝資は、これら宇喜多氏との一連の対峙において落命したようで、庄氏は歴史の表舞台から去ったのである。庄氏は、武士の興隆期に分国の守護代として、また管領家の内衆（重臣）として威を示した。しかし細川氏の衰退後は、これに代わる権力の裏付けと言う点で確立が遅れ、同じ国衆である三村氏に権勢を奪われている。庄氏は、戦国時代の備中に守護家を凌ぐ威を張りながら、最終的には守護家と同様に戦国大名へとは変貌できなかったのである。この点では、隣国浦上氏にも類似した行動様式（守護赤松氏と並立し、国衆を束ねる立場を取る）があり、やはり長年にわたって培われた「家格」とでも称する感覚（権力の支持者であったが故に、完全にはそれを否定できない）が作用した可能性もある。なお植木氏は尼子・毛利・宇喜多と主家を変えながらも所領の維持を続け、備中兵乱の後は毛利氏麾下で植木秀資が佐井田城主に返り咲き、慶長5年の関ヶ原の戦いまで維持したようである。
織田勢との対峙は備中にせまり、天正10年（1582年）には、備中高松城の戦いが生じている。この直後に本能寺の変が生じ、織田氏と講和した毛利氏は、安芸・周防・長門・石見・出雲・隠岐・備後・備中半国・伯耆半国、を領する中国の太守に、また豊臣政権下では五大老となった。しかしその毛利氏も、慶長5年（1600年）の関ヶ原の戦い以後に、防長二カ国に削封された。江戸時代の備中には国持ち大名は存在せず、小藩あるいは知行地として分割領有された。

## 備考
- 大久保山遺跡は、庄氏の中世城館跡とされており現在は早稲田大学・本庄キャンパスとなっている。校地建設に際して大規模な発掘調査が行われている。その詳細は、『早稲田大学本庄校地文化財調査報告(早稲田大学出版部)』を参照されたい。
- 備中庄氏の庶流とされる穂井田氏（ほいだし）は、宗家と興亡をともにし、後に毛利元就の四男元清が家名を継承するが、実子・秀元が毛利輝元の養嗣子になったために、元清一家も毛利氏に復姓して消滅した。元清・秀元の系統は後の長府藩となる。

## 史跡
- 大久保山遺跡
- 栗崎館
- 宥勝寺（真言宗智山派  (有荘寺とも)）
- 金鑚神社
- 龍鳳寺（庄左近大夫の菩提寺）
- 猿掛城（岡山県倉敷市・指定史跡）
- 洞松寺（曹洞宗 舟木山）
- 上合寺
- 松山城
- 杉山城
- 幸山城